# Mitsuru Mukojima
Mitsuru Mukojima (向島 満 Mukojima Mitsuru?), född 5 maj 1976 i Shizuoka prefektur, är en japansk före detta fotbollsspelare.
Mukojima började sin karriär 1995 i Nagoya Grampus Eight. Med Nagoya Grampus Eight vann han japanska cupen 1995. 1998 flyttade han till Honda FC. Han avslutade karriären 2006.